# Stigtomta distrikt
Stigtomta distrikt är ett distrikt i Nyköpings kommun och Södermanlands län. 
Distriktet ligger nordväst om Nyköping. Den enda tätorten i distriktet är samhället Stigtomta. Landområdet är mellan sjöarna Långhalsen och Yngaren.

## Tidigare administrativ tillhörighet
Distriktet inrättades 2016 och utgörs av socknarna Stigtomta, Bärbo och Nykyrka i Nyköpings kommun.
Området motsvarar den omfattning Stigtomta församling hade 1999/2000 och fick 1995 när socknarnas församlingar slogs samman.